# Lo squalo 2 (romanzo)
Lo squalo 2 è un romanzo del 1978 di Hank Searls. Il romanzo è la trasposizione letteraria del film omonimo di Jeannot Szwarc, basato sulla sceneggiatura di Dorothy Tristan e Howard Sackler e sequel ufficiale del romanzo Lo squalo, di Peter Benchley.

## Trama
Uno squalo femmina e oltretutto incinta, un incubo che nessuno vuole rivivere e accettare, soprattutto perché in contrasto con la città di Amity in rinascita, ma la verità alla fine viene sempre a galla.

## Sequel
Hank Searls realizzerà un sequel del libro intitolato Jaws: The Revenge e basato sul quarto film della serie.